# Knäbergstjärnen, Västerbotten
Knäbergstjärnen är en sjö i Skellefteå kommun i Västerbotten och ingår i Bureälvens huvudavrinningsområde.